# The Unspoken (film 2015)
The Unspoken è un film del 2015 diretto da Sheldon Wilson.
Il film è ancora inedito in Italia.

## Trama
Nel 1997 la famiglia Anderson scomparve dalla loro casa senza lasciare tracce. Diciassette anni dopo una nuova famiglia si trasferisce nella loro casa.